# San Nicolas, Pangasinan
San Nicolas là một đô thị hạng 3 ở tỉnh Pangasinan, Philippines. Theo điều tra dân số năm 2007, đô thị này có dân số 33.419 người trong 6.533 hộ.

## Barangay
San Nicolas được chia thành 33 barangay.
| - Bensican - Cabitnongan - Caboloan - Cacabugaoan - Calanutian - Calaocan - Camanggaan - Camindoroan - Casaratan - Dalumpinas - Fianza | - Lungao - Malico - Malilion - Nagkaysa - Nining - Poblacion East - Poblacion West - Salingcob - Salpad - San Felipe East - San Felipe West | - San Isidro (Sta. Cruzan) - San Jose - San Rafael Centro - San Rafael East - San Rafael West - San Roque - Santa Maria East - Santa Maria West - Santo Tomas - Siblot - Sobol |